# Gino Alucema
Gino Paolo Alucema Dinamarca (* 26. August 1992 in Viña del Mar) ist ein chilenischer Fußballspieler, der hauptsächlich als Mittelfeldspieler eingesetzt wird.

## Karriere
Gino Alucema begann seine Karriere 2011 bei Everton, bei dem er bis 2020 unter Vertrag stand. Während seiner Zeit dort wurde er 2019 an Deportes Puerto Montt und 2020 an den CD Magallanes verliehen. Ab 2021 spielte er fest für Magallanes, wechselte 2023 zu AC Barnechea und kehrte 2025 zu Magallanes zurück.

## Erfolge
Magallanes
- Chilenischer Zweitligameister: 2022
- Chilenischer Pokalsieger: 2022